# Амяга, Георгий Васильевич
Гео́ргий Васи́льевич Амя́га (1923, Дальневосточная область, РСФСР, СССР — 3 августа 1944) — участник Великой Отечественной войны, командир отделения 191-го стрелкового полка 201-й Гатчинской мотострелковой дивизии 8-й армии Ленинградского фронта. Герой Советского Союза (24.03.1945; посмертно), сержант.

## Биография и подвиг
Родился в 1923 году в деревне Кокшаровка (по другим данным в селе Соколовка) ныне Чугуевского района Приморского края в крестьянской семье. По национальности русский. Член ВКП(б)/КПСС. Образование среднее.
Призван в ряды Красной Армии в 1941 году и направлен на фронт. Командир отделения сержант Амяга особо отличился в июле 1944 года при штурме высоты у посёлка Синимяэ Кохтла-Ярвеского района Эстонской ССР (ныне Эстония). В ходе боя он первым прорвался через минное поле в траншею противника, получил два ранения, но продолжил бой до полного уничтожения врага и захвата высоты. Отделением Амяги было захвачено в плен более десяти солдат и уничтожено большое количество противника. 3 августа 1944 года в одном из боёв погиб.

## Присвоение звания
Указом Президиума Верховного Совета СССР от 24 марта 1945 года
за образцовое выполнение боевых заданий Командования на фронте борьбы с немецкими захватчиками и проявленные при этом отвагу и геройство

сержанту Амяге Георгию Васильевичу посмертно присвоено звание Героя Советского Союза.

## Награды
- Медаль «Золотая Звезда» Героя Советского Союза
- Орден Ленина

## Память
- Похоронен в братской могиле в посёлке Синимяэ муниципалитета Нарва-Йыэсуу уезда Ида-Вирумаа, Эстония.